# Vanda Briedienė
Vanda Briedienė (* 13. Januar 1932 in Biržai; † 27. April 2013) war eine litauische Politikerin.

## Leben
Sie lernte am Gymnasium Biržai. Von 1949 bis 1957 wurde sie mit ihrer Mutter nach Sibirien, Rajon Taischet (Oblast Irkutsk) deportiert. Dort arbeitete sie und absolvierte die Abendmittelschule. Ab 1955 studierte sie am Institut für  Finanzen und Wirtschaft in Irkutsk. Von 1958 bis 1965 arbeitete sie in Panevėžys. 1960 absolvierte sie das Institut für  Finanzen und Wirtschaft Moskau. Von 1966 bis 1968 absolvierte sie die Aspirantur an der Vilniaus universitetas und 1969 promovierte in Wirtschaftswissenschaft.
Ab 1968 lehrte sie an der VU und von 1978 bis 1992 am Lietuvos kūno kultūros institutas und Kauno medicinos institutas als Dozentin. Von 1992 bis 1996 war sie Mitglied im Seimas.
Sie war Mitglied von Lietuvos krikščionių demokratų partija und  Lietuvos politinių kalinių ir tremtinių sąjunga.
Ihr Sohn Vitalis Briedis ist Professor an der LSMU.
Ihr Grab befindet sich im Friedhof Karmėlava.